# هانسل و گرتل: شکارچیان جادوگر
هانسل و گرتل: شکارچیان ساحره (به انگلیسی: Hansel and Gretel: Witch Hunters) یک فیلم اکشن کمدی ترسناک و فانتزی تاریک آمریکایی آلمانی، محصول سال ۲۰۱۳ که در آن از عناصر کمدی سیاه استفاده شده است. این فیلم به نویسندگی و کارگردانی تومی ویرکولا به صورت سه‌بعدی فیلم‌برداری شده و ادامه داستان متل آلمانی هانسل و گرتل است که توسط برادران گریم ثبت و در سال ۱۸۱۲ منتشر شده است. نقش‌های اصلی داستان جرمی رنر و جما آرترتون هستند، برادر و خواهری که شکارچیان ماهر ساحره هستند و فامکه یانسن نقش منفی اصلی داستان رهبر ساحره‌های سیاه که آن‌ها به دنبال نابودی او هستند.
هانسل و گرتل: شکارچیان ساحره در ۲۵ ژانویه ۲۰۱۳ در ایالات متحده اکران شد. با وجود اینکه فیلم با واکنش‌های منفی از سوی منتقدان همراه بود، و به ویژه منتقدان نسبت به فیلم‌نامه ضعیف و خشونت بی‌مورد آن انتقاداتی داشتند، اما در گیشه موفق بود. این فیلم با بودجه تولید ۵۰ میلیون دلار، بیش از ۲۲۶ میلیون در سراسر جهان فروش کرده است، و با توجه به این موفقیت تجاری دنباله‌ای برای این فیلم در دست ساخت است.

## داستان
داستان ماجراجویی یک برادر و خواهر کوچک به نام‌های هانسل و گرتل را روایت می‌کند که یک شب در جنگلی تاریک به خانه‌ای که از کیک و شکلات ساخته شده می‌رسند و توسط یک جادوگر پیر در خانه زندانی می‌شوند. جادوگر هانسل را مجبور به خوردن شیرینی‌ها می‌کند و از طرف دیگر اجاق را برای پختن او آماده می‌کند. اما خواهر و برادر با همکاری یکدیگر جادوگر را غافلگیر کرده و او را به درون اجاق می‌اندازد.
سال‌ها بعد از این ماجرا هانسل و گرتل تبدیل به شکارچیان جادوگر شده و شهرت زیادی کسب کرده‌اند. آن‌ها در ازای ازبین بردن جادوگرهای سرزمین‌های مختلف دستمزد دریافت می‌کنند. نابود کردن جادوگرها برای آن‌ها کاری نسبتاً راحت است چون آن‌ها در برابر جادو و طلسم جادوگران مصون بودند (چرا که مادر آن‌ها خود یک جادوگر سفید بود). اگرچه هانسل به دلیل خوردن شیرینی‌های جادوگر پیر در دوران کودکی اکنون دارای بیماری قند می‌باشد و باید در ساعت‌های معین در روز به خود انسولین تزریق کند.
آن‌ها اکنون به شهر آوگسبورگ آمده‌اند و برای پیدا کردن کودکان گمشده به دست جادوگران، توسط شهردار آوگسبورگ برای همکاری فراخوانده شده‌اند. در داخل شهر هانسل و گرتل از اعدام شدن دختری به نام مینا که متهم به جادوگری است (اما در واقع یک جادوگر سفید است) جلوگیری کرده و در عوض مینا به هانسل علاقه‌مند می‌شود.
یک شب با از بین بردن جادوگری در همان حوالی آن‌ها متوجه می‌شوند جادوگران در حال آماده‌سازی برای مراسم ماه خونین در سه شب دیگرند، که نیاز به قربانی کردن ۱۲ کودک داشته، شش پسر و شش دختر، که هر کدام در یک ماه از سال به دنیا آمده باشد. در این شب تمام جادوگران از اقصی نقاط مختلف جمع شده و زیر یک ماه‌گرفتگی مراسم قربانی را اجرا خواهند کرد. این مراسم به جادوگران قدرت خواهد داد که تا ابد در برابر آتش (که یکی از معدود روش‌هایی است که می‌توان جادوگران را با آن اعدام کرد) ایمنی یابند. هانسل و گرتل نیز قصد نجات کودکان را کرده و به مقابله با جادوگران برمی‌خیزند تا این نقشه آنان عملی نشود.

## بازیگران
- جرمی رنر در نقش هانسل، برادر گرتل و یک شکارچی جادوگر
- جما آرترتون در نقش گرتل، خواهر هانسل و یک شکارچی جادوگر
- فامکه یانسن در نقش موریل، ساحره اعظم شیطانی
- پیلا ویتالا در نقش مینا، جادوگر سفید و زیبا که با هانسل و گرتل دوست می‌شود
- توماس مان در نقش بنجامین
- درک میرس در نقش ادوارد، یک ترول که در خدمت موریل است
  - رابین اتکین داونز صداپیشه ادوارد
- پیتر استورماره در نقش کلانتر برینگر
- اینگری بولسه بردال در نقش جادوگر شاخ‌دار
- یوانا کولیگ در نقش جادوگر مو قرمز
- رینر بوک
- زویی بل
- مونیک گاندرتون در نقش جادوگر پیر آبنبات
- استفانی کورنلیوسن